# Экономика Индии
Индия — развивающаяся аграрно-индустриальная страна с развитой промышленностью, входит в пятёрку стран по объёму ВВП.
За годы независимого развития Индия проделала огромный путь в экономике.

## Общая характеристика
Экономика Индии является одной из крупнейших в мире, но из-за большой численности населения страна остаётся одной из беднейших. С обретения независимости в 1947 году экономика развивалась по социалистической модели, но в 1990-х годах были проведены реформы в сторону развития частного предпринимательства и привлечения иностранных инвестиций.
В сельском хозяйстве занято более половины населения, но оно приносит менее 20 % ВВП страны. Значительных успехов достигла промышленность, Индия вышла на второе место в мире по выплавке стали и в машиностроении, а также вышла в мировые лидеры в отдельных областях, таких как ювелирное дело и фармацевтика.
Наибольшего развития достигла сфера услуг, особенно в области офшорного программирования и аутсорсинга бизнес-процессов.

## История

### До обретения Индией независимости
В период британского правления в Индии развивались ориентированное на экспортные культуры сельское хозяйство и транспортная инфраструктура, развитие других отраслей целенаправленно сдерживалось. Доля страны в мировой экономике сократилась с 22,6 % в 1700 году до 3,8 % в 1952 году. Став независимой в 1947 году, Индия была беднейшей страной мира по доходам на душу населения.

### После обретения Индией независимости
Первый премьер-министр независимой Индии Джавахарлал Неру был сторонником создания в Индии «общества социалистического образца». Первый пятилетний план экономического развития (1951—1956) предусматривал развитие сельского хозяйства, поскольку Индия вынуждена была импортировать продовольствие. Во вторую пятилетку планировалось провести индустриализацию страны, создав ряд крупных государственных предприятий; частное предпринимательство сдерживалось строгой системой лицензирования деятельности. Для развития энергетики было построено насколько плотин с гидроэлектростанциями, включая Бхакра-Нангал на реке Сатледж. Также было построено три сталелитейных комбината с привлечением немецких, советских и британских специалистов. Однако индустриализация проводилась за счёт сокращения расходов на аграрный сектор, и к середине 1960-х годов Индия оказалась на пороге голода. Положение индийской экономики осложнялось военными конфликтами с Китаем и Пакистаном, а также высоким уровнем инфляции. Акцент вновь был смещён в сферу сельского хозяйства, где началось внедрение удобрений и высокопродуктивных сортов пшеницы и других злаков («зелёная революция»). В результате с 1978 года Индия перестала импортировать продовольствие и достигла полного продовольственного самообеспечения. Однако в период с 1966 по 1980 год доход на душу населения рос в среднем на 1 % в год, экономика Индии находилась в стагнации. В середине 1969 года 14 крупнейших банков страны были национализированы. В 1975 году правительство Индиры Ганди объявило чрезвычайное положение. Для преодоления кризиса предпринимались различные меры, такие как изъятие из обращения банкнот номиналом 1000 и более рупий, перераспредение земельных участков, ограничение рождаемости; эти меры имели небольшой успех.
В конце 1980-х годов премьер-министр Раджив Ганди взял курс на ослабление государственного контроля над экономикой, смягчение ограничений на импорт, поощрение независимости государственных предприятий. Однако продолжал расти внешний долг, с 23 млрд долларов в 1980/81 финансовом году до 82 млрд долларов в 1990/91. В середине 1991 года наступил кризис, вызванный почти полным истощением золотовалютных резервов.
В первой половине 1990-х годов правительство премьер-министра Нарасимха Рао начало осуществление широких рыночных реформ: было отменено лицензирование, была проведена приватизация, были снижены импортные пошлины.
Проводимая с конца 80-х годов реформа индийской экономики, направленная на развитие рыночных отношений и борьбу с технической отсталостью, требовала от правительства максимальной концентрации имеющихся ресурсов, в том числе за счет жесткого ограничения любых непроизводительных затрат, включая расходы на оборону, по этой причине доля военного бюджета Индии в валовом национальном продукте (ВНП) снизилась.
Результатом реформ стало повышение темпов роста экономики.
В условиях глобального кризиса, начавшегося в 2008 году, правительство Индии выработало план поддержки национальной экономики. Приняты меры по девальвации индийской рупии, и по вливанию государством средств в экономику. Центральный банк Индии снизил базовую процентную ставку.
В июле-августе 2008 наблюдался спад продаж новых легковых автомобилей, в основном местного производства. В декабре 2008 было отмечено, впервые за 15 лет, сокращение промышленного производства, происходящее на фоне негативной реакции инвесторов на террористическую атаку в Мумбаи. Наблюдалось резкое падение котировок акций, и бегство иностранного капитала из Индии. Но индийская экономика вышла из кризиса быстрее, чем ожидалось.
В начале 2010-х годов Индия стала лидером по темпам роста экономики среди всех крупных стран мира. Однако достигнув пика в 2015 году (8,2 %), рост ВВП затем замедлился до 7,1 %.
В ноябре 2016 года была проведена денежная реформа, из обращения были изъяты банкноты номиналом 500 и 1000 рупий, на которые приходилось 85 % наличной денежной массы.
Крах в 2018 году небанковской финансовой корпорации IL & FS, предоставлявшей кредиты на строительство множества дорог, туннелей и прочих объектов по всей стране, негативно повлиял на экономику. В 2019 году безработица достигла 8,5 %.
По прогнозам S&P Global и Morgan Stanley, Индия обгонит Японию и Германию и станет третьей по величине экономикой мира к 2030 году.

## Сельское хозяйство
По данным на 2018 год, в сельском хозяйстве было занято свыше 50 % населения Индии, его доля в ВВП страны составляла 17—18 %.
Индия занимает второе место в мире по объёму производства сельскохозяйственной продукции. Занимает первое место в мире по производству молока, зернобобовых культур и джута, второе место по рису, пшенице, сахарному тростнику, арахису, чаю, фруктам, овощам и хлопку, а также поголовью крупного рогатого скота (190 млн в 2012 году).
Возделывается 195 млн га земли, из них 70 млн га орошается; по площади орошаемых земель Индия занимает первое место в мире, однако всё равно сельское хозяйство зависит от осадков, приносимых муссонами. Сельское хозяйство Индии недостаточно механизированного по сравнению с другими странами, поэтому, например, урожайность риса втрое ниже, чем в Китае и вдвое ниже, чем во Вьетнаме и Индонезии.
Основными земледельческими регионами Индии являются Индо-Гангская равнина и дельты рек на востоке страны. В сельском хозяйстве Индии до сих пор сохраняются большие контрасты — крупные плантации соседствуют с мелкими крестьянскими хозяйствами (около 1 га), треть крестьян вообще не имеют своей земли.
Доля сельскохозяйственной продукции в экспорте Индии составляет 15 %, основными экспортными товарами являются рис, чай, кофе, кешью, креветки.

### Растениеводство
Основными потребительскими культурами Индии являются рис и пшеница. Современная Индия в основном обеспечивает свои потребности в продовольствии, хотя и на очень низком уровне примерно в 250 кг на душу населения. В юго-восточной части Индо-Гангской низменности располагается главная рисоводческая зона Индии, где рис возделывают в сезон харифа (май-сентябрь) под муссонные дожди, а в сезон раби (октябрь-апрель) используется искусственное орошение. В северо-западной части Индо-Гангской низменности возделывается пшеница. Её выращивают при искусственном орошении. Из других злаков выращиваются сорго, просо и кукуруза, в основном в менее плодородных регионах. Также в большом количестве выращиваются бобовые, особенно нут; бобовые служат основным источником белка для большинства индийцев.
По ряду фруктов Индия занимает первое место в мире: бананы, манго, папайя, гранаты. Из овощей распространены картофель, лук, баклажаны, тыквы. Сырьём для производства сахара служит сахарный тростник, а также пальмировая пальма. Для получения кулинарных жиров выращивают арахис, кокосы, рапс, кешью и другие культуры.
Чай выращивается преимущественно на экспорт в штатах Ассам, Западная Бенгалия, Керала и Тамилнад. Выращивание кофе также ориентировано на экспорт и сосредоточено на юге страны (штат Карнатака). Табак выращивают в штатах Гуджарат и Андхра-Прадеш. Основной технической культурой является хлопчатник, он выращивается в штатах Махараштра, Гуджарат и Пенджаб.

### Животноводство
Животноводство играет важную роль в сельском хозяйстве Индии. По количеству поголовья крупного рогатого скота Индия занимает одно из первых мест в мире, однако по потреблению мяса — одно из последних, что объясняется религиозными воззрениями индийцев — в индуизме корова является священным животным. Скот используется в первую очередь как тягловые животные и для получения молока (коровьего и буйволиного).

### Лесное хозяйство
Леса в Индии сохранились в основном в горах (Западные Гаты и западные Гималаи), по лесозаготовкам Индия занимает одно из первых мест в мире. Среди наиболее распространённых видов тик, кедр гималайский, сал, сиссу и сосна Роксбурга. Помимо древесины лесное хозяйство даёт бамбук, тростник, каучук, красители и лечебные травы.

### Рыбный промысел
Рыболовство развито по всему побережью Индии, а также в реках, основным рыболовным штатом является Керала. В морском улове преобладают сардины и макрель, в пресноводном — карп. Быстро развивается аквакультура, особенно ориентированное на экспорт разведение креветок.

## Промышленность
Современная Индия из страны лёгкой и пищевой промышленности превратилась в страну с развитой тяжёлой промышленностью. Также развиты такие отрасли, как производство бумаги, удобрений и цемента.

### Добывающая промышленность
Вступление Индии на путь индустриализации повысило роль её топливных и сырьевых ресурсов. Запасы полезных ископаемых значительны.
По объёму производства основной продукцией горнодобывающей промышленности являются железная руда и ферросплавы (марганцевые и хромистые). Месторождения руды имеются по всей Индии, но наибольшее значение имеют штаты Мадхья-Прадеш, Бихар, Гоа, Карнатака и Одиша; центры добычи меди находятся в штатах Раджастхан и Бихар.
Также имеются значительные запасы бокситов (руды алюминия), золота, цинка и свинца.
Редкоземельные элементы: в 2020-х Нью-Дели пошел (аналогично КНР) на расширение коммерческой добычи циркония, лития, тантала, бериллия, ниобия и титана, при одновременном ограничении экспорта этих, ставшими стратегическими, металлов.
Из нерудных полезных ископаемых добывается в первую очередь каменный уголь, около половины добычи приходится на штаты Бихар и Западная Бенгалия, главный центр — плато Чхота-Нагпур. Также добываются известняк, доломит, фосфаты, строительный камень, есть месторождения алмазов.
Значительную роль играет нефтедобыча, однако Индия самостоятельно обеспечивает только около 30 % потребности в нефти и газе и вынуждена импортировать их, в основном, из стран Персидского залива (а в 2020-х — и России).
Месторождения нефти и природного газа расположены на шельфе (Бомбей Хай), в бассейне реки Годавари и дельте реки Кавери, а в штатах Ассам, Гуджарат и Раджастхан.

### Обрабатывающая промышленность
Главными центрами обрабатывающей промышленности являлись города Бомбей, Калькутта, Дели и Мадрас. Большое значение имеет промышленный район на плато Чхота-Нагпур, поскольку здесь имеются большие запасы угля и железной руды и поблизости находится Калькутта.
В 2018 году Индия вышла на 2-е место в мире по выплавке стали, хотя и на порядок уступает Китаю. Крупнейшими металлургическими компаниями являются Tata Steel, Vizag Steel, Steel Authority of India, VISA Steel, Bhilai Steel, Essar Steel, Jindal Steel & Power, JSW Steel.
Главными экспортными промышленными товарами являются химикаты, сталь, машины и оборудование (в том числе тракторы, транспортные средства), бытовая техника и электроника, одежда и лекарства.
Машиностроение
Автомобильная промышленность Индии:
в 1983 году на совместном предприятии Maruti Suzuki начался выпуск первого индийского автомобиля — Maruti.

Индия занимает первое место по производству тракторов, второе — по автобусам и третье по грузовиками.
В начале 2000-х годов Индия обогнала Соединённые Штаты как крупнейшего в мире производителя четырёхколесных тракторов. В 2013 году Индия произвела 619 тыс. тракторов, что составляет 29 % мирового производства, являясь крупнейшим в мире производителем и рынком тракторов. В настоящее время в Индии насчитывается 16 отечественных и 4 транснациональных корпорации (Zetor, John Deere и др.), производящих тракторы.

Hero MotoCorp доминирует на рынке мотоциклов в Индии, а также занимает первое место в мире по их производству. Bajaj Auto специализируется на моторикшах, но в 2022 году также занимала пятое место в мире по производству мотоциклов.
Делаются инвестиции в самолётостроение, производится космическая техника (см. Космонавтика Индии).
Химическая промышленность
По объёму производства химическая промышленность Индии является 6-й по размеру в мире. В стране производится около 80 тыс. наименований химических соединений. Одно из основных направлений — агрохимия (инсектициды, пестициды и гербициды), также развито производство ароматизаторов и пищевых добавок, пластмасс, синтетической резины, удобрений.
На Индию приходится 16 % мирового производства красящих веществ. Индия занимает 11-е место в мире по экспорту химикатов и 6-е по их импорту (не считая фармацевтику).
Слабыми местами отрасли являются зависимость от импорта сырья (как нефтехимического, так и неорганического), а также нехватка квалифицированного персонала.
Фармацевтическая отрасль Индии является третьей крупнейшей в мире по объёму производства (но только 14-я по стоимости), в ней работает 3 тыс. компаний, у которых в сумме 10,5 тыс. предприятий.
На Индию приходится более половины мирового производства вакцин и 80 % лекарств для антиретровирусной терапии, индийские компании — крупнейшие в мире по производству дженериков (лекарств, утративших патентную защиту).
Оборот отрасли оценивается в 50 млрд долларов, из них половина приходится на экспорт. Крупнейшие компании отрасли: Sun Pharmaceutical, Aurobindo Pharma, Cipla, Dr. Reddy’s, Intas Pharmaceuticals.
Отрасль начала развиваться после того, как в 1970 году Индира Ганди отменила патентную защиту лекарств на территории Индии.
Лёгкая промышленность и пр.
Главной отраслью лёгкой промышленности является текстильная промышленность, которая работает на отечественном сырье — Индия является крупнейшим в мире производителем хлопка и джута, вторым крупнейшим по шёлку, также значительно производство шерстяных тканей и синтетических волокон. Оборот отрасли в 2021 году составлял 223 млрд долларов, в ней заняты 45 млн индийцев, на неё приходится треть экспорта. Преобладает ручной труд, в стране используется 3,8 ручных ткацких станков; хотя есть и современные текстильные предприятия, на них приходится только 3 % производства тканей.
Электронная промышленность: производство микросхем и бытовой техники, телекоммуникации.
Индия является бесспорным мировым лидером в огранке алмазов, 60 % алмазов в мире обрабатываются в Индии. В этой отрасли работает около 100 тыс. предприятий, преимущественно семейного типа. Главным центром является Сурат в штате Гуджарат, где в этой отрасли занято 700 тыс. человек (в целом в Индии — около миллиона). Алмазы импортируются из Анголы, Ботсваны, Намибии и России, преимущественно мелкие (менее 1 карата) и средние (1—5 карат), более крупные нарезаются и гранятся в Антверпене, Нью-Йорке и Тель-Авиве. Кроме огранки алмазов обрабатываются и другие драгоценные камни и изготавливаются ювелирные изделия, Индия входит в число крупнейших импортеров золота и экспортёров ювелирных украшений. Отрасль зародилась в 1950-е годы, в основном благодаря дешёвой рабочей силе, позже, в 1990-х годах, появились высокотехнологичные предприятия.

## Энергетика
Потребление энергии в Индии остается одним из самых высоких в мире. Уголь и нефть совместно составляют 85 % потребления энергии в Индии.
Потребление угля составляет 884 млн т в год, из них 743 млн т добывается в Индии, остальное импортируется; по запасам угля Индия занимает 4-е место в мире (106 млрд т).
Добыча нефти в Индии покрывает только 15 % потребления нефтепродуктов в стране. Индия занимает 4-е место в мире по нефтепереработке — около 5 млн баррелей нефти в сутки.
По состоянию на 2021 год суммарные доказанные запасы нефти в Индии составляли 4,6 млрд баррелей, а запасы газа — 1,38 трлн м³.
Нефтяная промышленность Индии в основном состоит из компаний государственного сектора, таких как Oil and Natural Gas Corporation (ONGC), Hindustan Petroleum (HPCL), Bharat Petroleum (BPCL) и Indian Oil Corporation (IOCL).
В нефтяном секторе есть несколько крупных частных индийских компаний, таких как Reliance Industries (RIL), которая управляет крупнейшим в мире нефтеперерабатывающим комплексом в городе Джамнагар.

### Электроэнергетика
В 2013 году Индия стала третьим по величине производителем электроэнергии в мире с 5 % -ной глобальной долей, превосходя Японию и Россию. Установленная мощность по состоянию на 2020 год составляла 432 млн кВт, а потребление электроэнергии — 1,23 трлн кВт-ч; экспорт электроэнергии превышает импорт — 9 млрд и 6 млрд кВт- ч соответственно. Потери электроэнергии составляют 271 млрд кВт-ч в год. На тепловые электростанции на ископаемом топливе (угле) приходится 75,5 % установленной мощности, гидроэлектростанции — 10,7 %, ветряные электростанции — 4,6 %, солнечные — 4,2 %, атомные — 2,8 %, электростанции на биомассе и отходах — 2,3 %. Рост генерирующих мощностей не поспевает за потреблением, плановые и аварийные отключения электричества — распространённая проблема в Индии.
Индия богата определёнными альтернативными источниками энергии со значительным потенциалом в будущем, такими как солнечная энергия, ветроэнергетика и биотопливо (ятрофа, сахарный тростник).

### Атомная энергетика
По развитию атомной промышленности Индия является лидером в развивающемся мире. Стратегическое управление атомной отраслью осуществляет правительственный Департамент атомной энергии, позиции частного сектора заметны лишь в атомном машиностроении.
Атомная энергетика вырабатывает 3,22 % электроэнергии в Индии. По состоянию на январь 2021 года, Индия имеет 23 действующих промышленных ядерных реактора суммарной мощностью 6,9 ГВт, строится 6 новых реакторов, общей мощностью около 4,2 ГВт.
Индия одной из первых среди развивающихся стран приступила к практическому применению ядерной энергии в мирных целях. В области атомной технологии был создан полный цикл, включающий разведку, добычу, очистку и переработку ядерных материалов, производство топливных тепловыделяющих сборок для реакторов (Комплекс по производству ядерного топлива — монополист в Индии), эксплуатацию атомных электростанций (Индийская корпорация по атомной энергии — единственная эксплуатирующая АЭС организация в Индии).
Истощающиеся запасы урана в Индии на протяжении многих лет стагнировали рост ядерной энергетики в стране. Открытый в 2000-х рудник в поясе Туммалапалле (en:Tummalapalle uranium mine) может входить в число 20 крупнейших запасов природного урана во всем мире.

## Телекоммуникации
Стационарная телефонная связь развита достаточно слабо, в Индии 23,8 млн телефонных линий, то есть в среднем по 2 линии на 100 жителей. По количеству абонентов мобильной связи Индия уступает лишь Китаю — 1,15 млрд абонентов, но в пересчёте на 100 жителей получается 82 абонента, что является весьма низким показателем. Развитию рынка телекоммуникаций препятствует высокий уровень конкуренции между государственными и частными компаниями.
Масс-медиа контролируются государственными телекомпанией Дурдаршан и радиокомпанией Всеиндийское радио. Только 46 % индийцев имеют доступ к сети интернет, в том числе 2 % — широкополосный.

## Транспорт
В Индии имеется 346 аэропортов, в том числе 253 с твёрдым покрытием, а также 45 гелипортов. В стране зарегистрировано 14 авиакомпаний, их парк в сумме составляет 485 самолётов; крупнейшая авиакомпания — Air India.
По протяжённости автодорог Индия уступает только США — 6,37 млн км, однако скоростных трасс из них только 312 тыс. км. По протяжённости железных дорог Индия занимает 4-е место в мире — 65,6 тыс.км.
Крупнейшими портами по грузообороту в 2021 году были Нава-Шева (5,63 млн TEU) и Мундра (6,66 млн TEU). По размеру торгового флота Индия занимает 15-е место в мире, под индийским флагом ходят 1810 судов, в том числе:
- навалочные суда — 65
- контейнеровозы — 23
- танкеры — 134

## Сфера услуг
Сектор услуг является сегодня в экономике Индии доминирующим. С 2000 года по 2010 год наиболее востребованными и динамично развивающимися были финансовые услуги, бизнес-услуги, транспортные, складские и коммуникационные услуги. В результате глобализации Индия получила преимущества для развития отрасли оффшорного программирования. В 2015 году 18,5 % мирового рынка программных продуктов так или иначе приходилось на Индию. Более 90 % экспорта программного обеспечения и IT-услуг приходится на компании, расположенные в технопарках. Они размещены по всей территории страны почти в 50 населенных пунктах, включая города Бангалор, Ченнаи, Хайдерабад, Ноида, Лакхнау, Канпур, Аллахабад, Патна, Гандинагар, Мумбаи, Колката.
В 2021/22 финансовом году оборот сферы информационных технологий в Индии составил 227 млрд долларов, из них 178 млрд принёс экспорт. В этом секторе занято 5 млн индийцев.
Также быстро развивается аутсорсинг бизнес-процессов; индийские компании выполняют для зарубежных корпораций различные задачи, включая работу колл-центров, техническую поддержку клиентов, сбор и обработку данных, анализ различной информации. Конкурентными преимуществами Индии в этой области стали низкая стоимость рабочей силы, владение английским языком, налоговые льготы в специальных экономических зонах, поэтому на Индию приходится более половины мирового рынка подобных услуг.

### Финансовый сектор
Первые банки, основанные европейцами в Индии, появились в начале XIX века. В конце XIX — начале XX века начали открываться банки, основанные индийцами. 19 июля 1969 года 14 крупных банков страны были национализированы; хотя впоследствии они были частично приватизированы, правительство сохраняет в них 80—90 % акционерного капитала. С июля 1993 года было разрешено открытие новых частных банков. Долгое время банковский сектор Индии состоял из небольших по мировым меркам банков, но с 2008 года правительство начало проводить политику укрупнения банков, в частности в Государственный банк Индии были влиты несколько региональных банков, что вывело его в шестой десяток крупнейших банков мира по размеру активов (48,5 трлн рупий, $655 млрд на март 2021 года). В апреле 2020 года 10 крупных банков были объединены в 4.
Роль центрального банка играет Резервный банк Индии, основанный в 1935 году. Он осуществляет денежную эмиссию и является основным регулятором банковской отрасли страны.
На 31 марта 2021 года (конец 2020/21 финансового года в Индии) работал 131 коммерческий банк, в сумме у них было более 150 тысяч отделений, из которых более 60 % расположены в сельской местности. Объём принятых депозитов составил около 154,4 трлн рупий (2 трлн долларов). Крупнейшей категорией коммерческих банков являются банки публичного сектора (Public Sector Banks), включающие 11 национализированных и 43 региональных сельских банков; на них приходится около 60 % отделений, выданных кредитов и принятых депозитов. Крупнейшими из них являются State Bank of India, Punjab National Bank, Bank of Baroda, Canara Bank, Union Bank of India, Bank of India, Indian Bank.
Второй категорией являются частные банки (Private Sector Banks), появившиеся после 1993 года, на 21 такой банк приходится около трети банковского рынка страны. Среди них выделяются HDFC Bank, ICICI Bank, Axis Bank. Кроме этих двух категорий банков в Индии работают филиалы и отделения 46 иностранных банков, на них приходится 4 % выданных кредитов.
Отдельную группу составляют кооперативные банки, на 2019 год в Индии было зарегистрировано полторы тысячи городских и почти сто тысяч сельскохозяйственных кооперативных банков. Также в Индии работает около 10 тысяч небанковских финансовых компаний. Специализированные государственные финансовые учреждения включают National Bank for Agricultural and Rural Development (Национальный банк сельскохозяйственного развития), Export Import Bank of India (Экспортно-импортный банк Индии), Small Industries Development Bank of India (Банк развития малой промышленности), Tourism Finance Corporation of India Limited (Индийская корпорация развития туризма), National Housing Bank (Национальный банк жилого строительства) и India Infrastructure Finance Company (Индийская компания развития инфраструктуры), а также суверенный фонд National Investment and Infrastructure Fund.
Отличительной чертой индийских банков является большое количество сотрудников, в несколько раз больше, чем у сравнимых по размеру активов банков в других странах. Зарубежное присутствие индийских банков невелико, в основном это отделения и представительства, обслуживающие индийскую диаспору в Великобритании и странах Азии; у нескольких банков есть филиалы в ряде стран Африки (Кения, Замбия, Танзания и другие). В России работает ООО «Коммерческий Индо Банк» (Commercial Indo Bank LLC), совместное предприятие State Bank of India и Canara Bank.
На страховом рынке Индии работает 58 страховых компаний, из них 24 специализируются на страховании жизни. Большинство страховых компаний относятся к частному сектору, во многих из них значительную долю имеют зарубежные страховщики и финансовые конгломераты. Кроме этого, страховые услуги предоставляются большинством крупных банков.
На рынке управления активами на март 2021 года в Индии работало 43 взаимных фонда, размер активов под их управлением составил в сумме 32 трлн рупий ($430 млрд). В основном это совместные предприятия индийских банков с иностранными партнёрами.

## Фондовые рынки
В Индии работают две основные биржи: Бомбейская фондовая биржа (BSE, основана в 1875 году) и Национальная фондовая биржа Индии (NSE, основана в 1992 году); обе находятся в Мумбаи. Рыночная капитализация Бомбейской биржи в мае 2023 года составляла 283 трлн рупий ($3,4 трлн), на ней котировались акции 3777 компаний. Капитализация Национальной биржи по состоянию на март 2023 года составляла 3,3 трлн долларов.

## Государственные финансы
Государственный бюджет Индии неизменно с дефицитом. В 2022/23 финансовом году доходы бюджета составили 24,32 трлн рупий ($292 млрд), а расходы — 41,87 трлн рупий ($502 млрд), таким образом дефицит составил 17,55 трлн рупий ($211 млрд или 6,2 % номинального ВВП).
Сбор налогов в 2022/23 году составил 30,43 трлн рупий, из них 9,48 трлн было передано властям штатов; наибольшую долю составили НДС (8,54 трлн рупий), корпоративный налог (8,35 трлн рупий), подоходный налог (8,15 трлн), налог на производство товаров в Индии (Union Excise Duties, 3,20 трлн), таможенные пошлины (2,10 трлн).
Из министерств наибольшую долю в расходной части получили Министерство обороны (5,85 трлн рупий), Продовольствия и общественного распределения (2,97 трлн рупий), Химии и удобрений (2,28 трлн рупий), Дорожного хозяйства (2,17 трлн рупий), Внутренних дел (1,94 трлн рупий), Развития сельской местности (1,82 трлн рупий), Путей сообщения (1,62 трлн рупий), Сельского хозяйства (1,19 трлн рупий), Коммуникаций (1,05 трлн рупий), Образования (1,00 трлн рупий). На различные субсидии пришлось 5,62 трлн рупий расходов (на продукты для малообеспеченных, на удобрения и горючее и др.); на программу гарантирования занятости в сельской местности (MGNREGA) было выделено 894 млрд рупий, на строительство социального жилья было выделено 771 млрд рупий, на поддержку фермерам — 600 млрд рупий, на обеспечение питьевой водой в сельской местности — 550 млрд рупий.
По состоянию на начало 2023 года государственный долг Индии составлял 89 % от номинального ВВП. Валютные резервы составляли 593 млрд долларов.

## Денежная единица
Денежной единицей Индии является индийская рупия.
В Индии используется своя особая десятичная система счисления, для обозначения чисел используются такие приставки, как лакх (lakh=100 тыс.), крор (crore=10 млн), лакх крор (lakh crore=1 трлн).

## Торговля
О российско-индийской торговле: см. Российско-индийские отношения

### Внешняя торговля
- Экспорт: 112 млрд долларов
- Статьи экспорта: одежда, химикаты, автомобили.
- Партнеры по экспорту: США 16,7 %, ОАЭ 8,5 %, Китай 6,6 %, Сингапур 5,3 %, Великобритания 4,9 %, Гонконг 4,4 %
- Импорт: 187,9 млрд долларов
- Статьи импорта: топливо, автомобили
- Партнеры по импорту: Китай 7,3 %, США 5,6 %, Швейцария 4,7 %

В 2022/23 финансовом году крупнейшими торговыми партнёрами Индии были США (сумма импорта и экспорта составила 129 млрд долларов), Китай (114 млрд долларов), ОАЭ (76 млрд долларов), Саудовская Аравия (53 млрд долларов) и Сингапур (36 млрд долларов), в первую десятку также вошли Ирак, Гонконг, Индонезия, Южная Корея и Австралия. Из первой десятки только с США имеется положительный торговый баланс; Индия импортирует нефть, сжиженный газ, неогранённые алмазы, золото, уголь, металлолом, а экспортирует нефтепродукты, огранённые бриллианты, фармацевтические препараты, замороженных креветок и др. В торговле с Китаем наблюдается очень большой отрицательный баланс, из Китая ввозятся электроника, автокомплектующие, химикаты. В торговле с ОАЭ, Саудовской Аравией и Ираком импортируется нефть, а экспортируются рис, чай, электрооборудование, одежда и обувь, ювелирные изделия.

### Розничная торговля
Индия — пятый по величине рынок ретейла в мире, темпы роста которого опережают остальные страны БРИКС. Крупнейшие игроки ретейла — Pantaloon Retail (Big Bazaar), Aditya Birla Retail, Tata Group (Star India Bazaar), RPG Spencer(Foodworld), K Raheja Group (Shoppers Stop).

## Зарубежные инвестиции индийских компаний
Начиная с 2000 года индийские компании стали активно приобретать зарубежные активы. По оценкам, скупка активов за рубежом превысила в 2006 году объём зарубежных инвестиций в Индию. Одно из первых мест в завоевании позиций на мировом рынке традиционно принадлежит Tata Group, прежде всего в сталелитейной отрасли. После приобретения в 2006 году группы Corus она вышла на пятое место в мире по производству стали. Компания Wipro, входящая в тройку ведущих индийских фирм в области информационных технологий, приобрела в 2006 году передовые компании Португалии, Финляндии и США. Производитель лекарств Ranbaxy приобрёл бельгийскую и испанскую фармацевтические компании. Важнейшим стимулом для осуществления зарубежных инвестиций индийскими компаниями также является стремление обеспечить стабильные поставки природных ресурсов. Например, в 2003 году компания Hindalco приобрела два медных месторождения в Австралии, а государственная нефтегазовая компания ONGC (Oil and Natural Gas Corporation) приобрела 25 % долю в нефтяном месторождении в Судане. ONGC также приобрела 20 % долю в российском нефтегазовом проекте «Сахалин-1» в 2001 году и в 2002 году приобрела 29 % долю в газовом месторождении в Мьянме.

## Зарубежные инвестиции в экономику Индии
Прямые иностранные инвестиции в Индию в период с 2000 по 2022 год составили 847 млрд долларов, из них в 2021/22 финансовом году — 83,57 млрд долларов. Пятёрку крупнейших инвесторов составили Сингапур (27 %), США (18 %), Маврикий (16 %), Нидерланды (8 %) и Швейцария (7 %). Основными отраслями, в которые поступали инвестиции, были компьютерная техника и программное обеспечение (25 %), сфера услуг (банкинг, страхование, аутсорсинг, 12 %), автомобилестроение (12 %), торговля (8 %), строительство (6 %). Инвестиции приходились в основном на штаты Карнатака (38 %), Махараштра (27 %), Дели (14 %), Тамилнад (5 %) и Харьяна (4 %).
Индия в 2021 году занимала 7-е место по размеру привлечённых инвестиций (хотя немалую долю в них занимают возвратные инвестиции, вложение капитала индийцами в Индию через офшорные компании). Иностранные инвестиции могут занимать до 100 % капитала предприятий в таких сферах как промышленное производство, телекоммуникации, авиация и финансы; в некоторых сферах (розничная торговля, фармацевтика) доступ для зарубежных инвестиций ограничен; закрытыми для иностранного капитала являются такие отрасли, как азартные игры, табачная промышленность, железные дороги.

## Финансово-промышленные группы
Значительная часть ВВП Индии приходится на крупные финансово-промышленные группы. Наиболее значимые из них:
- Tata Group — основана в 1868 году, автомобилестроение, авиалинии, потребительские товары, сталелитейная, химическая и оборонная промышленности, коммунальные услуги, финансы, информационные технологии, розничная торговля, бытовая техника; оборот в 2022 году составил 8,61 трлн рупий ($116 млрд);
- Reliance Industries — основана в 1966 году, нефтепереработка и нефтехимия, энергетика, текстиль, финансы, телекоммуникации, оборот в 2022 году 7,15 трлн рупий ($97 млрд);
- Aditya Birla Group — основана в 1857 году, текстиль и одежда, цементная и химическая промышленность, металлургия, телекоммуникации и финансы, оборот в 2022 году составил 3,56 трлн рупий ($48 млрд);
- Adani Group — основана в 1988 году, энергетика, минеральные ресурсы, агробизнес, недвижимость, финансы, оборонная и аэрокосмическая промышленность, оборот в 2022 году составил 2,31 трлн рупий ($31 млрд);
- Mahindra Group — основана в 1945 году, автомобилестроение, аэрокосмическая и оборонная промышленность, агробизнес, строительная техника, энергетика, финансы, страхование, информационные технологии, оборот в 2022 году составил 1,49 трлн рупий ($20 млрд);
- Bajaj Group — основана в 1926 году, мотоциклы и моторикши, финансы, сталелитейная промышленность, бытовая техника, оборот в 2022 году составил 1,42 трлн рупий ($19 млрд);
- Larsen & Toubro — основана в 1938 году, машиностроение, строительство, информационные технологии, финансы.

## Доходы населения
С 2017 года национальный минимум заработной платы в день установлен в 176 рупий.
В 2019 году средняя месячная зарплата в Индии составила 194 доллара США (или 13560 рупий) без учёта налогов.
По оценкам Всемирного банка, в 2011 году менее чем на 5,5 долл. США в день жили 43,5 % населения Индии, а за чертой крайней бедности (менее чем на 1,9 долл. США в день) — 4,3 % населения. Большая часть бедного и крайне бедного населения принадлежит к низшим кастам.

## Теневая экономика
По оценкам, размер теневой экономики Индии составляет 43 % от ВВП по паритету покупательной способности, что сравнимо с такими странами, как Украина, Центрально-Африканская Республика, Либерия и Перу.
Среди причин большого развития теневой экономики: сложная система налогообложения,, большой бюрократический аппарат, высокий уровень коррупции.

## ВВП и прочие финансовые показатели
В таблице указаны некоторые финансовые показатели по данным Международного валютного фонда.
| Год  | ВВП (по ППС, млрд долл.) | ВВП на душу населения (ППС, долл.) | ВВП (номинал, млрд долл.) | ВВП на душу населения (номинал, долл.) | Рост ВВП (реальн.) | Инфляция | Безработица | Госдолг (в % от ВВП) |
| ---- | ------------------------ | ---------------------------------- | ------------------------- | -------------------------------------- | ------------------ | -------- | ----------- | -------------------- |
| 1980 | 366                      | 526                                | 186                       | 267                                    | ▲5,3 %             | ▲11,3 %  | н/д         | н/д                  |
| 1981 | ▲425                     | ▲597                               | ▲193                      | ▲271                                   | ▲6,0 %             | ▲12,7 %  | н/д         | н/д                  |
| 1982 | ▲467                     | ▲641                               | ▲200                      | ▲274                                   | ▲3,5 %             | ▲7,7 %   | н/д         | н/д                  |
| 1983 | ▲521                     | ▲698                               | ▲218                      | ▲293                                   | ▲7,3 %             | ▲12,6 %  | н/д         | н/д                  |
| 1984 | ▲560                     | ▲734                               | ▼212                      | ▼278                                   | ▲3,8 %             | ▲6,5 %   | н/д         | н/д                  |
| 1985 | ▲608                     | ▲780                               | ▲234                      | ▲299                                   | ▲5,3 %             | ▲6,3 %   | н/д         | н/д                  |
| 1986 | ▲650                     | ▲815                               | ▲249                      | ▲311                                   | ▲4,8 %             | ▲8,9 %   | н/д         | н/д                  |
| 1987 | ▲693                     | ▲849                               | ▲279                      | ▲342                                   | ▲4,0 %             | ▲9,1 %   | н/д         | н/д                  |
| 1988 | ▲786                     | ▲943                               | ▲294                      | ▲353                                   | ▲9,6 %             | ▲7,2 %   | н/д         | н/д                  |
| 1989 | ▲866                     | ▲1020                              | ▲296                      | ▼347                                   | ▲5,9 %             | ▲4,6 %   | н/д         | н/д                  |
| 1990 | ▲948                     | ▲1090                              | ▲321                      | ▲369                                   | ▲5,5 %             | ▲11,2 %  | н/д         | н/д                  |
| 1991 | ▲990                     | ▲1110                              | ▼270                      | ▼304                                   | ▲1,1 %             | ▲13,5 %  | 5,6 %       | 75,3 %               |
| 1992 | ▲1070                    | ▲1180                              | ▲288                      | ▲318                                   | ▲5,5 %             | ▲9,9 %   | ▲5,7 %      | ▲77,4 %              |
| 1993 | ▲1150                    | ▲1240                              | ▼279                      | ▼302                                   | ▲4,8 %             | ▲7,3 %   | ▬5,7 %      | ▼77,0 %              |
| 1994 | ▲1250                    | ▲1320                              | ▲327                      | ▲346                                   | ▲6,7 %             | ▲10,3 %  | ▬5,7 %      | ▼73,5 %              |
| 1995 | ▲1370                    | ▲1420                              | ▲360                      | ▲374                                   | ▲7,6 %             | ▲10,0 %  | ▲5,8 %      | ▼69,7 %              |
| 1996 | ▲1500                    | ▲1530                              | ▲393                      | ▲400                                   | ▲7,6 %             | ▲9,4 %   | ▼5,7 %      | ▼66,0 %              |
| 1997 | ▲1590                    | ▲1590                              | ▲416                      | ▲415                                   | ▲4,1 %             | ▲6,8 %   | ▼5,6 %      | ▲67,8 %              |
| 1998 | ▲1710                    | ▲1670                              | ▲421                      | ▼413                                   | ▲6,2 %             | ▲13,1 %  | ▲5,7 %      | ▲68,1 %              |
| 1999 | ▲1880                    | ▲1810                              | ▲459                      | ▲441                                   | ▲8,5 %             | ▲5,7 %   | ▬5,7 %      | ▲70,0 %              |
| 2000 | ▲2000                    | ▲1890                              | ▲468                      | ▲442                                   | ▲4,0 %             | ▲3,8 %   | ▼5,6 %      | ▲73,6 %              |
| 2001 | ▲2140                    | ▲1990                              | ▲485                      | ▲450                                   | ▲4,9 %             | ▲4,3 %   | ▬5,6 %      | ▲78,7 %              |
| 2002 | ▲2260                    | ▲2060                              | ▲515                      | ▲469                                   | ▲3,9 %             | ▲4,0 %   | ▼5,5 %      | ▲82,9 %              |
| 2003 | ▲2490                    | ▲2220                              | ▲608                      | ▲544                                   | ▲7,9 %             | ▲3,9 %   | ▲5,6 %      | ▲84,4 %              |
| 2004 | ▲2750                    | ▲2420                              | ▲709                      | ▲624                                   | ▲7,8 %             | ▲3,8 %   | ▬5,6 %      | ▼83,4 %              |
| 2005 | ▲3070                    | ▲2660                              | ▲820                      | ▲711                                   | ▲9,3 %             | ▲4,4 %   | ▬5,6 %      | ▼81,0 %              |
| 2006 | ▲3420                    | ▲2910                              | ▲940                      | ▲802                                   | ▲9,3 %             | ▲6,7 %   | ▬5,6 %      | ▼77,2 %              |
| 2007 | ▲3780                    | ▲3170                              | ▲1220                     | ▲1020                                  | ▲9,8 %             | ▲6,2 %   | ▬5,6 %      | ▼74,1 %              |
| 2008 | ▲3970                    | ▲3290                              | ▼1200                     | ▼994                                   | ▲3,9 %             | ▲9,1 %   | ▼5,4 %      | ▼72,8 %              |
| 2009 | ▲4310                    | ▲3520                              | ▲1340                     | ▲1100                                  | ▲8,5 %             | ▲12,3 %  | ▲5,5 %      | ▼71,5 %              |
| 2010 | ▲4730                    | ▲3810                              | ▲1680                     | ▲1350                                  | ▲10,3 %            | ▲10,5 %  | ▬5,5 %      | ▼66,4 %              |
| 2011 | ▲5080                    | ▲4040                              | ▲1820                     | ▲1450                                  | ▲6,6 %             | ▲9,5 %   | ▼5,4 %      | ▲68,6 %              |
| 2012 | ▲5460                    | ▲4280                              | ▲1830                     | ▼1430                                  | ▲5,5 %             | ▲10,0 %  | ▬5,4 %      | ▼68,0 %              |
| 2013 | ▲5900                    | ▲4570                              | ▲1860                     | ▲1440                                  | ▲6,4 %             | ▲9,4 %   | ▬5,4 %      | ▼67,7 %              |
| 2014 | ▲6450                    | ▲4940                              | ▲2040                     | ▲1560                                  | ▲7,4 %             | ▲5,8 %   | ▬5,4 %      | ▼67,1 %              |
| 2015 | ▲7030                    | ▲5320                              | ▲2100                     | ▲1590                                  | ▲8,0 %             | ▲4,9 %   | ▬5,4 %      | ▲69,0 %              |
| 2016 | ▲7690                    | ▲5740                              | ▲2290                     | ▲1710                                  | ▲8,3 %             | ▲4,5 %   | ▬5,4 %      | ▼68,9 %              |
| 2017 | ▲8350                    | ▲6170                              | ▲2650                     | ▲1960                                  | ▲6,8 %             | ▲3,6 %   | ▬5,4 %      | ▲69,7 %              |
| 2018 | ▲9230                    | ▲6740                              | ▲2700                     | ▲1970                                  | ▲6,5 %             | ▲3,4 %   | ▼8,9 %      | ▲70,4 %              |
| 2019 | ▲9930                    | ▲7180                              | ▲2840                     | ▲2050                                  | ▲3,9 %             | ▲4,8 %   | ▼7,5 %      | ▲75,1 %              |
| 2020 | ▼9770                    | ▼7000                              | ▼2670                     | ▼1920                                  | ▼-5,8 %            | ▲6,2 %   | ▲8,7 %      | ▲88,4 %              |
| 2021 | ▲11 380                  | ▲8090                              | ▲3170                     | ▲2250                                  | ▲9,7 %             | ▲5,5 %   | ▼7,4 %      | ▼83,5 %              |
| 2022 | ▲13 120                  | ▲9260                              | ▲3350                     | ▲2360                                  | ▲7,6 %             | ▲6,7 %   | ▼5,3 %      | ▼82,2 %              |
| 2023 | ▲14 850                  | ▲10 390                            | ▲3640                     | ▲2550                                  | ▲9,2 %             | ▲5,4 %   | ▼4,9 %      | ▼81,2 %              |
| 2024 | ▲16 190                  | ▲11 230                            | ▲3910                     | ▲2710                                  | ▲6,5 %             | ▼4,7 %   | ▬4,9 %      | ▲81,3 %              |